# The Nobodies
«The Nobodies» — третій та останній сингл з четвертого студійного альбому Holy Wood (In the Shadow of the Valley of Death) гурту Marilyn Manson. Текст: Мерілін Менсон. Композитори: Мерілін Менсон та Джон 5.
10 лютого 2001 лідер гурту заявив, що пісня стане третім окремком. Сингл видали 3 вересня 2001 у Великій Британії та 6 жовтня в США.
Ремікс пісні пізніше з'явився у фільмі 2001 р. «З пекла» (англ. From Hell), в якому головну роль зіграв Джонні Деппом. Також існує акустична версія треку, яка присутня на японській версії альбому Holy Wood (In the Shadow of the Valley of Death).

## Відеокліп
Режисер: Пол Федор. Прем'єра відео відбулась на телеканалі MTV у червні 2001. У відео використано прийом тремтячої камери, зйомку з різних ракурсів, великі плани та швидку зміну кадрів. Існує три версії відеокліпу: оригінальна, версія Against All Gods Remix (майже ідентична першій, проте сцени з усіма учасниками гурту, окрім Менсона, замінили іншими кадрами) та версія Burn 69 Remix (яка містить сцени з фільму «З пекла»).
Спочатку фронтмен виявляв бажання зняти кліп у Росії, «бо атмосфера, спустошення, холод та архітектура дійсно пасували б пісні». Також розглядалася ідея включення телешоу Придурки (англ. Jackass), яке йшло на каналі MTV, через те, що композиція потрапила до цієї передачі. Проте від задуму відмовились після того, як шоу викликало гнів у сенатора Джо Лібермана, котрий був одним з тих політиків, які зробили Менсона мішенню критики, звинувачуючи його після бійні у школі Колумбайн. Фронтмен пояснив ідею відео:
| Ліві лапки | У мене вже був сюжет для відео, яке я хотів зробити, своєрідна казка Меріліна Менсона про кількох дітей, які втікають з притулку для сиріт і шукають захисту у мене після втечі від якихось жахливих, злих черниць, які жорстоко поводилися з ними — так як усі черниці це зазвичай роблять, на мою думку. Тож я вирішив, що вони будуть дивитися шоу Придурки по телевізору і це засмутить черниць, що й стане причиною втечі дітей. Але зараз я не знаю, що вони будуть дивитися [...] можливо Джозефа Лібермана. Це можливо було б найдоречніше. | Праві лапки |

## Зв'язок з трагедією в школі Колумбайн
Текст пісні натякає на Еріка Гарріса та Ділана Кліболда, які 20 квітня 1999 влаштували стрілянину в школі Колумбайн. Менсон різко критикує реакцію ЗМІ на вбивства, співаючи: «Бачили б ви того дня телерейтинги».
Після трагедії ЗМІ широко повідомляли про те, що слухання музики гурту стало одним з факторів, який спровокував хлопців на злочин, хоча, як виявилося, вони навіть не були фанами Marilyn Manson. Інтерв'ю з фронтменом щодо бійні увійшло до документального фільму 2002 р. Майкла Мура «Боулінг для Колумбайни». Коли Мур спитав Менсона, що той би сказав учням із школи Колумбайн, фронтмен відповів: «Я би не сказав їм жодного слова. Я б вислухав, що сказали б вони самі. Це те, чого ніхто так і не зробив». Також у фільмі звучить акустична інструментальна версія пісні у виконанні Курта Енґфера. Її можна почути під час перегляду камер спостереження та викликів служби невідкладної допомоги.

## Список пісень
1. «The Nobodies» (Album Version) — 3:36
2. «The Nobodies» (Live Version) — 3:57
3. «The Death Song» (with Bible Speech, Live in Colorado) — 6:18
4. «The Nobodies» (відеокліп) — 3:40

## Чартові позиції
| Чарт (2001)     | Найвища позиція |
| --------------- | --------------- |
| Австрія         | 56              |
| Велика Британія | 34              |
| Іспанія         | 8               |
| Італія          | 17              |
| Німеччина       | 65              |
| Франція         | 94              |

## Нагороди
У 2011 шведська газета Aftonbladet присвоїла треку 75-те місце в списку «250 найкращих хард-рокових пісень усіх часів».

## Against All Gods Mix
«The Nobodies: 2005 Against All Gods Mix» видали синглом в Європі та максі-синглом в Азії у зв'язку зі світовим туром Against All Gods Tour. На американських радіостанціях ремікс з'явився через реліз Lest We Forget: The Best Of; проте ця компіляція містить лише оригінальну версію.

### Список пісень
| Британське видання | Британське видання                         | Британське видання |
| #                  | Назва                                      | Тривалість         |
| ------------------ | ------------------------------------------ | ------------------ |
| 1.                 | «The Nobodies - 2005 Against All Gods Mix» | 3:37               |
| 2.                 | «The Nobodies - Burn 36 Mix»               | 5:38               |
| 3.                 | «The Nobodies - Stephane K Rock Dub Mix»   | 4:45               |
| 4.                 | «2005 Against All Gods Mix» (відеокліп)    |                    |

| Корейське обмежене видання | Корейське обмежене видання                                   | Корейське обмежене видання |
| #                          | Назва                                                        | Тривалість                 |
| -------------------------- | ------------------------------------------------------------ | -------------------------- |
| 1.                         | «The Nobodies - 2005 Against All Gods Mix»                   | 3:37                       |
| 2.                         | «The Nobodies - Burn 36 Mix (German Mix)»                    | 5:41                       |
| 3.                         | «The Nobodies - Stephane K Rock Dub Mix»                     | 4:45                       |
| 4.                         | «Personal Jesus - Rude Photo Motor Remix»                    | 5:55                       |
| 5.                         | «Mobscene - MEA Culpa Mix by Bitteren Ende»                  | 4:41                       |
| 6.                         | «New *hit Invective - Orbiter Lictum Mix by bitteren ende»   | 4:29                       |
| 7.                         | «This Is the New *hit - Sergio Galoyan Mix»                  | 4:33                       |
| 8.                         | «The Not So Beautiful People» (з японського бонус-диска)     | 6:15                       |
| 9.                         | «The Fight Song - Slipknot Remix» (з японського бонус-диска) | 3:51                       |
| 10.                        | «The Tourniquet - Prosthetic Dance Mix»                      | 4:10                       |
| 11.                        | «Personal Jesus» (відеокліп)                                 |                            |
| 12.                        | «The Nobodies: 2005 Against All Gods Mix» (відеокліп)        |                            |